# Château de Céré
Le château de Céré est situé à Saint-Hilaire-sur-Benaize, en France. 

## Localisation
Le château est situé sur la rive droite de la Benaize sur le territoire de la commune de Saint-Hilaire-sur-Benaize, située dans le département de l'Indre, en  région Centre-Val de Loire.

## Description
Le château de Céré est une ancienne demeure féodale fortifiée qui assurait la surveillance de la vallée de la Benaize. L'accès se fait par un porche dans-œuvre ouvert dans les dépendances. Le château est au fond d'une cour bordée au sud par un jardin à la française du début du XXe siècle. Il est composé de quatre tours entourant le corps de logis principal et au centre de la façade sud d'une tour d’entrée abritant un escalier à vis. La tour du nord-est abrite un oratoire voûté décoré de peintures murales. Une aile à deux étages et toit brisé a été ajoutée au XVIIe siècle. 

## Historique
La première mention du château de Céré remonte à 1390.
À la Révolution, le château est vendu comme bien national à Benjamin Desmarquets[réf. souhaitée].
Le château est classé partiellement (éléments protégés : l'oratoire et ses peintures murales) par arrêté du 12 avril 1923 et inscrit en partie (les façades et les toitures du château dans son ensemble) par arrêté du 12 janvier 1988 au titre des monuments historiques.